# Nhà thờ Công giáo Kiều Nhi Câu
Nhà thờ Công giáo Kiều Nhi Câu là một nhà thờ Công giáo ở nhai đạo Kiều Câu, quận Bảo Tháp, thành phố Diên An, tỉnh Thiểm Tây. Sau khi lãnh đạo Cộng sản Trung Quốc đến Diên An vào năm 1936, nhà thờ được Trường Đảng Trung ương Đảng Cộng sản Trung Quốc và Học viện Mỹ thuật Lỗ Tấn trưng dụng. Nhà thờ được xếp hạng là di tích văn hóa trọng điểm quốc gia của Trung Quốc vào năm 1961.

## Lịch sử

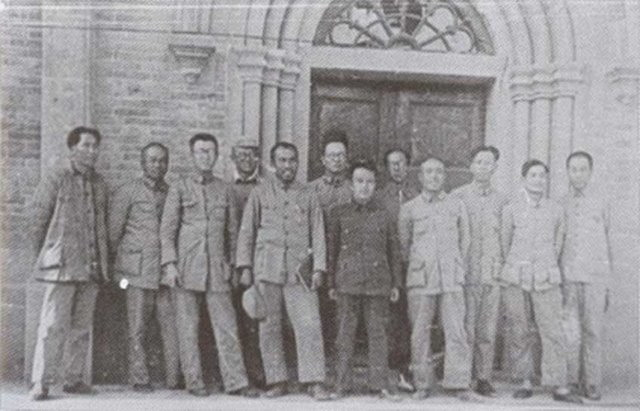
Các đại biểu tham dự hội nghị toàn thể lần thứ 6 của Ủy ban Trung ương Đảng Cộng sản Trung Quốc khóa VI, gồm Mao Trạch Đông (ngoài cùng bên trái) và Chu Ân Lai (ngoài cùng bên phải), đứng bên ngoài nhà thờ năm 1938. Có thể trông thấy ô cửa vòm theo kiến trúc Phục hưng La Mã.

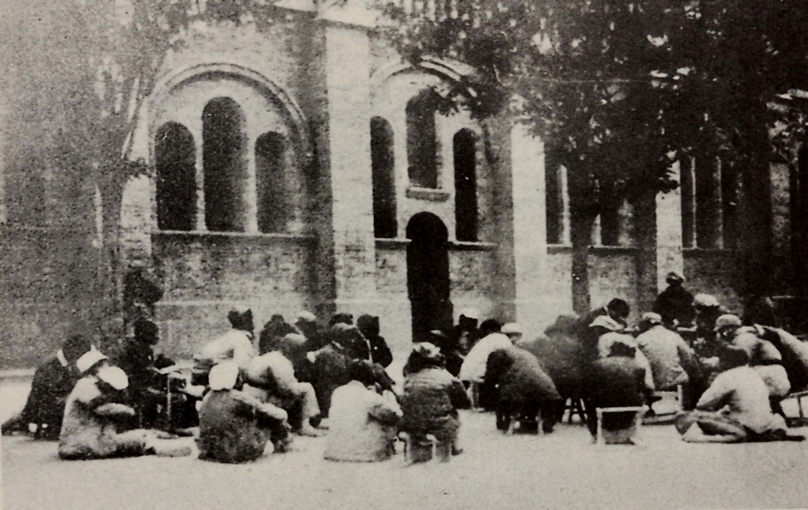
Sinh viên Học viện Nghệ thuật Lỗ Tấn tụ họp bên ngoài nhà thờ được sử dụng từ năm 1939 đến năm 1945.

Năm 1924, nhà truyền giáo Công giáo người Tây Ban Nha Celestino Ibáñez y Aparicio mua mảnh đất để xây nhà thờ. Quá trình khởi công bắt đầu vào năm 1931 và hoàn thành vào năm 1934. Vì Hồng quân Công nông Trung Quốc tiến về phía bắc Thiểm Tây vào năm 1935, Giáo hội Công giáo rút khỏi vùng và bỏ lại nhà thờ cùng các công trình khác.
Sau cuộc Vạn Lý Trường chinh, lãnh đạo Đảng Cộng sản Trung Quốc đến Diên An vào tháng 1 năm 1936. Trường Đảng Trung ương Đảng Cộng sản Trung Quốc trưng dụng nhà thờ làm khán phòng. Năm 1938, hội nghị toàn thể lần thứ sáu của Ủy ban Trung ương Đảng Cộng sản Trung Quốc khóa VI diễn ra tại nhà thờ. Từ năm 1939 đến năm 1945, Học viện Mỹ thuật Lỗ Tấn trưng dụng nhà thờ. Năm 1944, tín đồ Công giáo địa phương tổ chức lễ Giáng sinh tại nhà thờ và chính phủ Cộng sản đã phái một đại biểu đến chúc mừng họ.
Sau khi nước Cộng hòa Nhân dân Trung Hoa thành lập vào năm 1949, nhà thờ được xếp vào danh mục địa điểm bảo vệ cấp tỉnh. Năm 1961, nhà thờ được xếp hạng là một trong những di tích văn hóa trọng điểm quốc gia.

## Kiến trúc
Nhà thờ mang lối kiến trúc Phục hưng La Mã theo dạng vương cung thánh đường. Nhà thờ dài 36,28 m (119,0 ft) và rộng 15,858 m (52,03 ft). Mặt tiền phía trước cao 11,04 m (36,2 ft). Nhà thờ có hai tháp chuông cao 22,69 m (74,4 ft).
Nhà thờ hướng về phía Nam, vị trí bàn thờ đặt ở phía Bắc. Gian giữa nhà thờ được nâng đỡ bởi 12 cây trụ Corinth. Mỗi trụ cao 4,5 m (15 ft). Gian giữa rộng 7,2 m (24 ft), trong khi mỗi lối đi rộng 3,4 m (11 ft). Bàn thờ và đầu trụ được trang hoàng theo họa tiết cổ truyền Trung Quốc. Vị trí dàn hợp xướng nằm bên trên cửa vào phía nam.

### Trích dẫn
1. ↑  桥儿沟中共六届六中全会旧址 [Địa điểm cũ của Hội nghị toàn thể lần thứ sáu của Ủy ban Trung ương Đảng Cộng sản Trung Quốc khóa VI tại Kiều Nhi Câu]. www.sxlib.org.cn (bằng tiếng Trung). Shaanxi Provincial Library. Lưu trữ bản gốc ngày 13 tháng 6 năm 2022. Truy cập ngày 18 tháng 4 năm 2024.
2. ↑  Wang & Zhang 2008, tr. 68.
3. 1 2 3  Wu & Wu 2020, tr. 14.
4. ↑  Wen Dao 1999, tr. 52.
5. 1 2 3  Wang & Zhang 2008, tr. 68–69.
6. ↑  Wang & Yang 2013, tr. 256.
7. ↑  Wang & Zhang 2008, tr. 70.
8. ↑  Wang 2014, tr. 106.

### Tạp chí
- Wen Dao (1999). 延安时期的天主教和基督教 [Công giáo và Kháng Cách trong thời kỳ Diên An]. China Religion (中国宗教) (2): 52–53.

### Tập san
- Wang, Li (2014). 陕北近代教堂建筑艺术研究. The World Religious Cultures (世界宗教文化) (6): 104–107.
- Wang, Li; Yang, Haozhong (2013). 延安地区近代教堂建筑研究. Sichuan Building Science (四川建筑科学研究). 39 (5): 254–258.
- Wang, Li; Zhang, Weijun (2008). 中西文化交融下的延安桥儿沟天主教教堂 [Ảnh hưởng của sự giao thoa văn hóa Trung Quốc và phương Tây tại nhà thờ Công giáo Kiều Nhi Câu ở Diên An]. Chinese and Overseas Architecture (中外建筑) (7): 68–70.
- Wu, Nong; Wu, Wei (2020). 陕北革命旧址中的延安桥儿沟天主堂 [Nhà thờ Công giáo Diên An Kiều Nhi Câu tại địa điểm cũ của cuộc cách mạng phía bắc Thiểm Tây]. Shanxi Architecture (山西建筑). 46 (13): 13–14. doi:10.13719/j.cnki.cn14-1279/tu.2020.13.006.